# Spermophorides cuneata
Spermophorides cuneata là một loài nhện trong họ Pholcidae. Loài này có ở quần đảo Canaria.